# Vision
Vision là một công nghệ mới của AMD được triển khai trên các loại card đồ hoạ của ATI, làm tăng khả năng xử lý và hiệu năng của card đồ hoạ.
Vision cung cấp cả API bậc thấp lẫn bậc cao để các lập trình viên tiện sử dụng. Bộ Vision software development kit được tung ra vào ngày 27/04/2008 dành cho Microsoft Windows và Linux. Việc hỗ trợ Mac OS X cũng được đưa vào sau đó một thời gian, cụ thể là ở version 2.0. Công nghệ Vision có trên tất cả các card đồ hoạ của AMD bắt đầu từ HD 3000 series.
Đối thủ của Vision chính là công nghệ Scaleable Link Interface của Nvidia.